# Cimetière militaire français à l'étranger
 (octobre 2023).
La mise en forme du texte ne suit pas les recommandations de Wikipédia : il faut le « wikifier ».
Les points d'amélioration suivants sont les cas les plus fréquents. Le détail des points à revoir est peut-être précisé sur la page de discussion.
- Les titres sont pré-formatés par le logiciel. Ils ne sont ni en capitales, ni en gras.
- Le texte ne doit pas être écrit en capitales (les noms de famille non plus), ni en gras, ni en italique, ni en « petit »…
- Le gras n'est utilisé que pour surligner le titre de l'article dans l'introduction, une seule fois.
- L'italique est rarement utilisé : mots en langue étrangère, titres d'œuvres, noms de bateaux, etc.
- Les citations ne sont pas en italique mais en corps de texte normal. Elles sont entourées par des guillemets français : « et ».
- Les listes à puces sont à éviter, des paragraphes rédigés étant largement préférés. Les tableaux sont à réserver à la présentation de données structurées (résultats, etc.).
- Les appels de note de bas de page (petits chiffres en exposant, introduits par l'outil «  Source ») sont à placer entre la fin de phrase et le point final[comme ça].
- Les liens internes (vers d'autres articles de Wikipédia) sont à choisir avec parcimonie. Créez des liens vers des articles approfondissant le sujet. Les termes génériques sans rapport avec le sujet sont à éviter, ainsi que les répétitions de liens vers un même terme.
- Les liens externes sont à placer uniquement dans une section « Liens externes », à la fin de l'article. Ces liens sont à choisir avec parcimonie suivant les règles définies. Si un lien sert de source à l'article, son insertion dans le texte est à faire par les notes de bas de page.
- La présentation des références doit suivre les conventions bibliographiques. Il est recommandé d'utiliser les modèles {{Ouvrage}}, {{Chapitre}}, {{Article}}, {{Lien web}} et/ou {{Bibliographie}}. Le mode d'édition visuel peut mettre en forme automatiquement les références.
- Insérer une infobox (cadre d'informations à droite) n'est pas obligatoire pour parachever la mise en page.

Pour une aide détaillée, merci de consulter Aide:Wikification.
Si vous pensez que ces points ont été résolus, vous pouvez retirer ce bandeau et améliorer la mise en forme d'un autre article.
La France possède environ 900 cimetières et carrés militaire à l'étranger répartis dans 80 pays différents où sont inhumé plus de 300.000 soldats. Ces cimetières, ossuaires, columbariums ou carrés militaires rassemblent les dépouilles des soldats français ou ayant combattu pour la France. La plupart contient les soldats morts pour la France lors de la Première guerre mondiale et de la Deuxième Guerre mondiale, mais aussi des conflits coloniaux et des guerres du 19e siècles.
Certains de ces sites sont entretenus directement par les services du gouvernement français via les ambassades et consultats. D'autres sont entretenus par divers organismes des pays étrangers.

## Généralité
En 2023, le Ministère de la Défense comptabilisait 907 lieux de mémoires où reposent des soldats français à l'étranger. Ceux-ci se divise en: 487 lieux en Europe, 361 en Afrique, 30 en Amérique et 29 en Asie. Les lieux de mémoire des territoires ultramarins ne sont pas comptabilisés dans ces totaux.
Depuis 2022, la Direction de la mémoire, de la culture et des archives, sous l'égide du Ministère des Armées est chargée de l'entretien des lieux de mémoires français, dont ceux à l'étrangers.

## Europe

### Albanie
| Pays    | Nom                                   | Commune | Géolocalisation              | Nombre de personnes inhumées | Conflit                  | Illustration |  |
| ------- | ------------------------------------- | ------- | ---------------------------- | ---------------------------- | ------------------------ | ------------ |  |
| Albanie | Cimetière militaire français de Korça | Korça   | 40° 37′ 53″ N, 20° 47′ 23″ E | 640                          | Première Guerre mondiale |              |  |

### Allemagne
En 2007, l'entretien des cimetières de garnison résultant de la Zone d'occupation française en Allemagne est réalisé par le Souvenir français.
En 2023, la Direction des Patrimoines, de la Mémoire et des Archives recense 161 lieux de mémoire français en Allemagne, rassemblant 5328 corps.
| Pays      | Nom                                          | Commune    | Géolocalisation             | Nombre de personnes inhumées | Conflit                                          | Illustration |  |
| --------- | -------------------------------------------- | ---------- | --------------------------- | ---------------------------- | ------------------------------------------------ | ------------ |  |
| Allemagne | Franzosenfriedhof (Coblence)                 | Coblence   | 50° 22′ 26″ N, 7° 35′ 31″ E | 312                          | Guerre de 1870                                   |              |  |
| Allemagne | Carré français du cimetière de Spire         | Spire      | 49° 20′ 07″ N, 8° 25′ 29″ E | 24                           | Première Guerre mondiale Seconde Guerre mondiale |              |  |
| Allemagne | Cimetière militaire de la garnison française | Ravensburg |                             | 9                            | Zone d'occupation française en Allemagne         |              |  |

- Tombe au cimetière communal de Barleben: 10 corps
- Tombes des travailleurs forcés au Fiedhof St Hedwig de Berlin
- Franzosenfriedhof (Nordhorn): 7 soldats français de 1870/1871
- Ossuaire de Fürstenfeldbruck: 258 corps dont 79 soldats français
- Carré militaire de Landau: 82 corps de 1870/1871 et 1 de 14-18
- Tombe collective au Burgthorfriedhof de Lübeck: 6 corps
- Carré militaire du Jardin Franco-Allemand de Saarbrücken: ~50 de 1870/1871

### Autriche
| Pays     | Nom                                | Commune | Géolocalisation              | Nombre de personnes inhumées | Conflit                                         | Illustration |  |
| -------- | ---------------------------------- | ------- | ---------------------------- | ---------------------------- | ----------------------------------------------- | ------------ |  |
| Autriche | Carré militaire français de Vienne | Vienne  | 48° 08′ 41″ N, 16° 26′ 14″ E | 159                          | Guerres napoléoniennes Deuxième Guerre mondiale |              |  |
| Autriche | Tombe commune de Lobau             | Lobau   | 48° 11′ 12″ N, 16° 31′ 44″ E | inconnu                      | Guerres napoléoniennes                          |              |  |

### Belgique
| Pays     | Nom                                                  | Commune        | Géolocalisation             | Nombre de personnes inhumées | Conflit                                           | Illustration |  |
| -------- | ---------------------------------------------------- | -------------- | --------------------------- | ---------------------------- | ------------------------------------------------- | ------------ |  |
| Belgique | Cimetière français de La Belle-Motte                 | Aiseau-Presles | 50° 24′ 12″ N, 4° 36′ 12″ E | 4057                         | Première Guerre mondiale                          |              |  |
| Belgique | Cimetière franco-allemand d'Anloy                    | Libin          | 49° 56′ 24″ N, 5° 11′ 41″ E | 593                          | Première Guerre mondiale                          |              |  |
| Belgique | Carré militaire d'Antwerpen-Wilrijk                  | Antwerpen      | 51° 09′ 54″ N, 4° 22′ 15″ E | 42                           | Première Guerre mondiale                          |              |  |
| Belgique | Carré militaire d'Arlon                              | Arlon          | 49° 41′ 39″ N, 5° 48′ 59″ E | 51                           | Deuxième Guerre mondiale                          |              |  |
| Belgique | Nécropole nationale d'Auvelais                       | Auvelais       | 50° 26′ 47″ N, 4° 38′ 30″ E | 417                          | Première Guerre mondiale Deuxième Guerre mondiale |              |  |
| Belgique | Carré militaire de Bastogne                          | Bastogne       | 50° 00′ 31″ N, 5° 43′ 02″ E | 24                           | Première Guerre mondiale                          |              |  |
| Belgique | Cimetière franco-allemand à Bellefontaine            | Tintigny       | 49° 39′ 52″ N, 5° 30′ 53″ E | 521                          | Première Guerre mondiale Deuxième Guerre mondiale |              |  |
| Belgique | Cimetière militaire de Bertrix                       | Bertrix        | 49° 53′ 07″ N, 5° 15′ 56″ E | 268                          | Première Guerre mondiale Deuxième Guerre mondiale |              |  |
| Belgique | Carré militaire de Bruxelles                         | Bruxelles      | 50° 51′ 52″ N, 4° 25′ 02″ E | 6                            | Première Guerre mondiale Deuxième Guerre mondiale |              |  |
| Belgique | Carré militaire du cimetière communal du Vogelenzang | Anderlecht     | 50° 48′ 44″ N, 4° 16′ 44″ E | 10                           | Première Guerre mondiale Deuxième Guerre mondiale |              |  |
| Belgique | Carré militaire du cimetière communal d'Aquennes     | Arquennes      |                             | ?                            | Seconde Guerre mondiale                           |              |  |
| Belgique | Carré militaire du cimetière d'Ixelles               | Ixelles        | 50° 48′ 55″ N, 4° 23′ 33″ E | 39                           | Première Guerre mondiale                          |              |  |
| Belgique | Cimetière militaire de Carnières-Collarmont          | Anderlues      | 50° 25′ 29″ N, 4° 15′ 31″ E | 247                          | Première Guerre mondiale                          |              |  |
| Belgique | Nécropole française de Chastre                       | Chastre        | 50° 36′ 16″ N, 4° 37′ 27″ E | 1232                         | Première Guerre mondiale Deuxième Guerre mondiale |              |  |
| Belgique | Ossuaire de Waterloo (Ferme du Caillou)              | Genappe        | 50° 38′ 46″ N, 4° 25′ 15″ E | ?                            | Bataille de Waterloo                              |              |  |

- Carré militaire de Charleroi-Nord: 96 corps de 14-18 et 39-45
- Carré militaire de Courtrai: 10 corps
- Carré militaire de Coxyde: 134 corps
- Nécropole nationale française de Dinant: 348 soldats + 190 en 4 ossuaires.
- Cimetière militaire de Ethe-Laclaireau: 335 corps
- Carré militaire de Furnes: 250 corps
- Carré militaire de Gand: 28 corps
- Ossuaire franco-allemand d'Halanzy: 22 corps de soldats français
- Cimetière militaire d'Houdrigny: 323 corps
- Carré militaire de La Panne: 14 corps
- Carré militaire de Liège: 114 corps
- Cimetière militaire de Lobbes: 223 corps
- Nécropole militaire franco-allemande de Maissin: 282 tombes fr + 3001 en deux ossuaires + 643 en ossuaire mixte
- Carré militaire de Melle: 9 corps
- Carré militaire de Mons: 25 corps
- Cimetière militaire franco-allemand de Musson-Baranzy: 360 corps
- Carré militaire de Namur: 61 corps
- Cimetière militaire de Neufchâteau: 79 corps
- Carré militaire d'Olsen: 44 corps
- Carré militaire d'Oostende: 9 corps
- Carré militaire d'Oostvleteren: 39 corps
- Carré militaire de Petegem-Aan-de-Leie: 31 corps
- Carré militaire de Poperinge: 273 corps
- Cimetière militaire de Poperinge: 657 corps
- Carré militaire de Roeselare: 758 corps
- Cimetière militaire de l'Orée de la Forêt: 335 corps
- Cimetière militaire du Plateau: 667 corps
- Carré militaire de Saint-Hubert: 29 corps
- Enclos des fusillés: 10 corps
- Cimetière militaire de Tarcienne: 394 corps
- Carré militaire de Tielt: 32 corps
- Cimetière militaire de Virton: 2439 corps
- Tombe collective de Vitrival: 23 corps
- Carré militaire de Westvleteren: 191 corps
- Carré militaire de Woesten: 284 corps
- Nécropole nationale française de Saint Charles de Potyze: 4209 soldats sur 3547 tombes et un ossuaire.
- Cimetière militaire de Zulte: 749 corps

### Bulgarie
| Pays     | Nom                                   | Commune | Géolocalisation              | Nombre de personnes inhumées | Conflit                  | Illustration |
| -------- | ------------------------------------- | ------- | ---------------------------- | ---------------------------- | ------------------------ | ------------ |
| Bulgarie | Cimetière militaire français de Sofia | Sofia   | 42° 42′ 58″ N, 23° 20′ 22″ E | 789                          | Première Guerre mondiale |              |

### Finlande
| Pays     | Nom                        | Commune   | Géolocalisation              | Nombre de personnes inhumées | Conflit          | Illustration |
| -------- | -------------------------- | --------- | ---------------------------- | ---------------------------- | ---------------- | ------------ |
| Finlande | Tombe commune de Mäkiluoto | Mäkiluoto | 59° 55′ 19″ N, 24° 20′ 56″ E | ~40                          | Guerre de Crimée |              |

### Grèce
| Pays  | Nom                                       | Commune       | Géolocalisation              | Nombre de personnes inhumées | Conflit                                          | Illustration |
| ----- | ----------------------------------------- | ------------- | ---------------------------- | ---------------------------- | ------------------------------------------------ | ------------ |
| Grèce | Cimetière militaire français de Zeitenlik | Thessalonique | 40° 39′ 19″ N, 22° 55′ 59″ E | 8310                         | Première Guerre mondiale Seconde Guerre mondiale |              |
| Grèce | Cimetière militaire français d'Athènes    | Álimos        | 37° 55′ 06″ N, 23° 42′ 23″ E | 53                           | Guerre de Crimée                                 |              |
| Grèce | Cimetière militaire français de Corfou    | Gastoúri      | 39° 33′ 50″ N, 19° 54′ 11″ E | 209                          | Première Guerre mondiale                         |              |

### Hongrie
- Cimetière militaire français de Budapest: 210 tombes individuelles d'Alsaciens-Lorrains.
- Cimetière militaire de Solymár: 1 tombe française (Marcel Tilmont)

### Italie
| Pays   | Nom                                                      | Commune                  | Géolocalisation              | Nombre de personnes inhumées | Conflit                  | Illustration |  |
| ------ | -------------------------------------------------------- | ------------------------ | ---------------------------- | ---------------------------- | ------------------------ | ------------ |  |
| Italie | Cimetière militaire français de Venafro                  | Venafro                  | 41° 29′ 22″ N, 14° 03′ 19″ E | 5225                         | Seconde Guerre mondiale  |              |  |
| Italie | Cimetière militaire français de Monte Mario              | Rome                     | 41° 56′ 26″ N, 12° 27′ 15″ E | 1709                         | Seconde Guerre mondiale  |              |  |
| Italie | Mémorial français de Pederobba                           | Pederobba                | 45° 52′ 28″ N, 11° 57′ 49″ E | ~1000                        | Première Guerre mondiale |              |  |
| Italie | Cimetière militaire français de San Leonardo in Passiria | San Leonardo in Passiria | 46° 48′ 43″ N, 11° 14′ 36″ E | 230                          | Guerres napoléoniennes   |              |  |

### Lituanie
| Pays     | Nom                                | Commune    | Géolocalisation              | Nombre de personnes inhumées | Conflit                | Illustration |  |
| -------- | ---------------------------------- | ---------- | ---------------------------- | ---------------------------- | ---------------------- | ------------ |  |
| Lituanie | Ossuaire du cimetière d'Antakalnis | Antakalnis | 54° 41′ 55″ N, 25° 19′ 15″ E | ~3269                        | Guerres napoléoniennes |              |  |

### Luxembourg
- Carré militaire du cimetière communal de Dudelange: 21 tombes
- Mausolée des soldats français du cimetière de Notre-Dame: 56 soldats

### Macédoine
| Pays              | Nom                                    | Commune | Géolocalisation              | Nombre de personnes inhumées | Conflit                  | Illustration |  |
| ----------------- | -------------------------------------- | ------- | ---------------------------- | ---------------------------- | ------------------------ | ------------ |  |
| Macédoine du Nord | Cimetière militaire français de Skopje | Skopje  | 42° 00′ 30″ N, 21° 25′ 48″ E | ~ 10960                      | Première Guerre mondiale |              |  |
| Macédoine du Nord | Cimetière militaire français de Bitola | Bitola  | 41° 02′ 26″ N, 21° 21′ 33″ E | ~ 16262                      | Première Guerre mondiale |              |  |

### Malte
Cent six militaires français, tués pendant la Première Guerre Mondiale reposent dans les cimetières de Malte.
- 43 soldats sont enterrés au Cimetière de Bighi, dit des Capucins, 
- 31 soldats sont enterrés au Cimetière de l’Adolorata à Paola, 
- 13 soldats au Cimetière musulman de Marsa dit « Turkish cemetry » 
- 19 soldats au Cimetière de Ta’Braxia

### Norvège
| Pays    | Nom                                    | Commune | Géolocalisation              | Nombre de personnes inhumées | Conflit                  | Illustration |
| ------- | -------------------------------------- | ------- | ---------------------------- | ---------------------------- | ------------------------ | ------------ |
| Norvège | Cimetière militaire français de Narvik | Narvik  | 68° 26′ 35″ N, 17° 26′ 56″ E | 123                          | Deuxième Guerre mondiale |              |

### Pays-Bas
| Pays     | Nom                                     | Commune | Géolocalisation             | Nombre de personnes inhumées | Conflit                  | Illustration |  |
| -------- | --------------------------------------- | ------- | --------------------------- | ---------------------------- | ------------------------ | ------------ |  |
| Pays-Bas | Cimetière militaire français de Kapelle | Kapelle | 51° 29′ 16″ N, 3° 56′ 53″ E | 230                          | Deuxième Guerre mondiale |              |  |

### Pologne
| Pays    | Nom                                    | Commune | Géolocalisation              | Nombre de personnes inhumées | Conflit                                           | Illustration |  |
| ------- | -------------------------------------- | ------- | ---------------------------- | ---------------------------- | ------------------------------------------------- | ------------ |  |
| Pologne | Cimetière militaire français de Gdansk | Gdansk  | 54° 21′ 27″ N, 18° 37′ 35″ E | 1152                         | Guerre franco-prussienne Deuxième Guerre mondiale |              |  |

### République Tchèque
- Rotonde du cimetière de Bystrany: 22 soldats morts en captivité pendant 39-45

### Roumanie
- Carré militaire du Cimetière Bellu de Bucarest:  136 tombes individuelles de 14-18
- Carré militaire du cimetière "Eternitatea" d’Alexandria: 42 tombes de 14-18
- Carré français de la parcelle militaire de Timisoara: 24 tombes
- Carré militaire français de Slobozia: 215 tombes (ou 313)
- Caveau militaire français de Iași: 48 niches
- Carré militaire français de Contanța: 38 tombes de la Guerre de Crimée
- Carré militaire français de Galați: 51 tombes

### Royaume-Uni
| Pays        | Nom                                                | Commune   | Géolocalisation             | Nombre de personnes inhumées | Conflit                  | Illustration |  |
| ----------- | -------------------------------------------------- | --------- | --------------------------- | ---------------------------- | ------------------------ | ------------ |  |
| Royaume-Uni | Carré militaire français du cimetière de Brookwood | Brookwood | 51° 18′ 05″ N, 0° 38′ 19″ O | 222                          | Deuxième Guerre mondiale |              |  |

### Russie
- Cimetière militaire de Viazma : 122 soldats de la grande armée

### Serbie
- Cimetière militaire français de Belgrade: 290 tombes + deux ossuaires de 49 et 46 soldats
- Cimetière militaire de Zajecar: 85 tombes

### Ukraine
| Pays    | Nom                                        | Commune    | Géolocalisation              | Nombre de personnes inhumées | Conflit          | Illustration |
| ------- | ------------------------------------------ | ---------- | ---------------------------- | ---------------------------- | ---------------- | ------------ |
| Ukraine | Cimetière militaire français de Sébastopol | Sébastopol | 44° 32′ 40″ N, 33° 31′ 39″ E | ~ 95000                      | Guerre de Crimée |              |

## Afrique du Nord et Moyen-Orient

### Algérie
| Pays    | Nom                                        | Commune       | Géolocalisation             | Nombre de personnes inhumées | Conflit                  | Illustration |
| ------- | ------------------------------------------ | ------------- | --------------------------- | ---------------------------- | ------------------------ | ------------ |
| Algérie | Cimetière marin de Mers-el-Kébir           | Mers-el-Kébir | 35° 43′ 41″ N, 0° 42′ 55″ O | 1297                         | Deuxième Guerre mondiale |              |
| Algérie | Nécropole nationale française du Petit Lac | Oran          | 35° 40′ 50″ N, 0° 36′ 34″ O | 16790                        | Deuxième Guerre mondiale |              |

### Tunisie
| Pays    | Nom                             | Commune  | Géolocalisation              | Nombre de personnes inhumées | Conflit                                           | Illustration |
| ------- | ------------------------------- | -------- | ---------------------------- | ---------------------------- | ------------------------------------------------- | ------------ |
| Tunisie | Cimetière militaire de Takrouna | Takrouna | 36° 08′ 36″ N, 10° 21′ 00″ E | 235                          | Deuxième Guerre mondiale                          |              |
| Tunisie | Cimetière militaire de Gammarth | La Marsa | 36° 53′ 49″ N, 10° 18′ 47″ E | 4289                         | Première Guerre mondiale Deuxième Guerre mondiale |              |

### Maroc
| Pays  | Nom                               | Commune    | Géolocalisation             | Nombre de personnes inhumées | Conflit                                                                        | Illustration |
| ----- | --------------------------------- | ---------- | --------------------------- | ---------------------------- | ------------------------------------------------------------------------------ | ------------ |
| Maroc | Cimetière militaire de Ben M'Sick | Casablanca | 33° 34′ 42″ N, 7° 34′ 37″ O | 12384                        | Protectorat français au Maroc Première Guerre mondiale Seconde Guerre mondiale |              |
| Maroc | Carré militaire d'Agadir          | Agadir     | 30° 26′ 33″ N, 9° 35′ 58″ O | 144                          | Protectorat français au Maroc Première Guerre mondiale                         |              |
| Maroc | Carré militaire de Fès            | Fès        | 34° 01′ 52″ N, 4° 59′ 13″ O | 2373                         | Protectorat français au Maroc Première Guerre mondiale Seconde Guerre mondiale |              |
| Maroc | Carré militaire de Kenitra        | Kenitra    | 34° 16′ 14″ N, 6° 35′ 50″ O | 347                          | Protectorat français au Maroc Seconde Guerre mondiale                          |              |
| Maroc | Carré militaire de Marrakech      | Marrakech  | 31° 38′ 27″ N, 8° 00′ 34″ O | 285                          | Protectorat français au Maroc Première Guerre mondiale Seconde Guerre mondiale |              |
| Maroc | Carré militaire de Meknès         | Meknès     | 33° 54′ 29″ N, 5° 32′ 47″ O | 1823                         | Protectorat français au Maroc Première Guerre mondiale Seconde Guerre mondiale |              |
| Maroc | Carré militaire de Rabat          | Rabat      | 34° 00′ 23″ N, 6° 51′ 35″ O | 1136                         | Protectorat français au Maroc Première Guerre mondiale Seconde Guerre mondiale |              |

### Libye
| Pays  | Nom                                     | Commune | Géolocalisation              | Nombre de personnes inhumées | Conflit                  | Illustration |
| ----- | --------------------------------------- | ------- | ---------------------------- | ---------------------------- | ------------------------ | ------------ |
| Libye | Cimetière militaire français de Tobrouk | Tobrouk | 32° 00′ 28″ N, 23° 58′ 09″ E | 218                          | Deuxième Guerre mondiale |              |

### Égypte
| Pays   | Nom                                       | Commune    | Géolocalisation              | Nombre de personnes inhumées | Conflit                                           | Illustration |
| ------ | ----------------------------------------- | ---------- | ---------------------------- | ---------------------------- | ------------------------------------------------- | ------------ |
| Égypte | Cimetière militaire français d'Alexandrie | Alexandrie | 31° 12′ 11″ N, 29° 55′ 05″ E | 145                          | Première Guerre mondiale Deuxième Guerre mondiale |              |

### Liban
| Pays  | Nom                                      | Commune  | Géolocalisation              | Nombre de personnes inhumées | Conflit                                                                                | Illustration |
| ----- | ---------------------------------------- | -------- | ---------------------------- | ---------------------------- | -------------------------------------------------------------------------------------- | ------------ |
| Liban | Cimetière militaire français de Beyrouth | Beyrouth | 33° 52′ 10″ N, 35° 30′ 18″ E | 1867                         | Mandat français en Syrie et au Liban Première Guerre mondiale Deuxième Guerre mondiale |              |
| Liban | Cimetière militaire français de Tripoli  | Tripoli  | 34° 26′ 48″ N, 35° 48′ 50″ E | 356                          | Mandat français en Syrie et au Liban Deuxième Guerre mondiale                          |              |
| Liban | Cimetière militaire français de Rayak    | Rayak    | 33° 51′ 46″ N, 35° 59′ 29″ E | 113                          | Mandat français en Syrie et au Liban Deuxième Guerre mondiale                          |              |

### Turquie
| Pays    | Nom                                         | Commune     | Géolocalisation              | Nombre de personnes inhumées | Conflit                                      | Illustration |
| ------- | ------------------------------------------- | ----------- | ---------------------------- | ---------------------------- | -------------------------------------------- | ------------ |
| Turquie | Cimetière militaire français d'Alexandrette | Iskenderun  | 36° 34′ 23″ N, 36° 09′ 43″ E | ~500                         | Campagne de Cilicie Première Guerre mondiale |              |
| Turquie | Cimetière militaire français d'Istanbul     | Istanbul    | 41° 03′ 14″ N, 28° 59′ 06″ E | +12000                       | Guerre de Crimée Première Guerre mondiale    |              |
| Turquie | Cimetière militaire français de Seddul-Bahr | Seddülbahir | 40° 03′ 24″ N, 26° 12′ 38″ E | +14000                       | Première Guerre mondiale                     |              |

### Syrie
| Pays  | Nom                                     | Commune | Géolocalisation              | Nombre de personnes inhumées | Conflit                                                             | Illustration |  |
| ----- | --------------------------------------- | ------- | ---------------------------- | ---------------------------- | ------------------------------------------------------------------- | ------------ |  |
| Syrie | Cimetière militaire français de Doumeir | Doumeir | 33° 38′ 10″ N, 36° 37′ 50″ E | 3940                         | Campagne de Cilicie Grande révolte syrienne Seconde Guerre mondiale |              |  |

## Afrique

### Bénin
| Pays  | Nom                                    | Commune | Géolocalisation            | Nombre de personnes inhumées | Conflit                                     | Illustration |
| ----- | -------------------------------------- | ------- | -------------------------- | ---------------------------- | ------------------------------------------- | ------------ |
| Bénin | Cimetière militaire français de Ouidah | Ouidah  | 6° 21′ 35″ N, 2° 05′ 45″ E | 78                           | Deuxième Guerre mondiale Colonie du Dahomey |              |
| Bénin | Cimetière militaire français d'Abomey  | Abomey  | 7° 10′ 40″ N, 2° 00′ 45″ E | 19                           | Colonie du Dahomey                          |              |

### Burkina-Faso
| Pays         | Nom                                         | Commune     | Géolocalisation             | Nombre de personnes inhumées | Conflit                                                                         | Illustration |
| ------------ | ------------------------------------------- | ----------- | --------------------------- | ---------------------------- | ------------------------------------------------------------------------------- | ------------ |
| Burkina-Faso | Cimetière militaire français de Ouagadougou | Ouagadougou | 12° 22′ 13″ N, 1° 31′ 37″ O | 67                           | Première Guerre mondiale Deuxième Guerre mondiale Afrique-Occidentale française |              |

### Cameroun
- Cimetière militaire français d'Abong-Mbang: 122 tombes dont 9 identifiées
- Cimetière militaire français d'Edéa: 8 soldats
- Cimetière militaire français d'Eséka: 14 soldats
- Cimetière militaire français de Garoua: 14 soldats
- Cimetière militaire français de Maroua: 8 soldats
- Cimetière militaire du plateau Atemengue: 17 soldats coloniaux morts entre 1953 et 1960

### République du Congo
| Pays                | Nom                                                  | Commune     | Géolocalisation             | Nombre de personnes inhumées | Conflit                                                                         | Illustration |
| ------------------- | ---------------------------------------------------- | ----------- | --------------------------- | ---------------------------- | ------------------------------------------------------------------------------- | ------------ |
| République du Congo | Carré militaire français du cimetière de Brazzaville | Brazzaville | 4° 16′ 31″ S, 15° 15′ 56″ E | 26                           | Première Guerre mondiale Deuxième Guerre mondiale Afrique-Occidentale française |              |

### Djibouti
| Pays     | Nom                                   | Commune | Géolocalisation              | Nombre de personnes inhumées | Conflit            | Illustration |
| -------- | ------------------------------------- | ------- | ---------------------------- | ---------------------------- | ------------------ | ------------ |
| Djibouti | Cimetière des marins français d'Obock | Obock   | 11° 57′ 35″ N, 43° 17′ 01″ E | 139                          | Territoire d'Obock |              |

### Érythrée
| Pays     | Nom                                       | Commune   | Géolocalisation | Nombre de personnes inhumées | Conflit                  | Illustration |
| -------- | ----------------------------------------- | --------- | --------------- | ---------------------------- | ------------------------ | ------------ |
| Érythrée | Cimetière militaire français de Massaouah | Massaouah |                 |                              | Deuxième Guerre mondiale |              |

### Guinée
- Cimetière militaire français de Niagassola: 24 tombes de 1882 à 1893

### Madagascar
En 2023, la DMCA comptabilise 70 lieux de mémoire français à Madagascar, comptabilisant environ 8800 corps.
| Pays       | Nom                                 | Commune      | Géolocalisation              | Nombre de personnes inhumées | Conflit                              | Illustration |
| ---------- | ----------------------------------- | ------------ | ---------------------------- | ---------------------------- | ------------------------------------ | ------------ |
| Madagascar | Cimetière militaire de Diégo-Suarez | Diégo-Suarez | 12° 17′ 17″ S, 49° 17′ 44″ E | 921                          | Colonie de Madagascar et dépendances |              |
| Madagascar | Cimetière militaire de Cap Diego    | Cap Diego    | 12° 15′ 02″ S, 49° 16′ 44″ E | 1411                         | Colonie de Madagascar et dépendances |              |
| Madagascar | Cimetière militaire d'Anjianema     | Ramena       | 12° 15′ 21″ S, 49° 20′ 45″ E | 157                          | Colonie de Madagascar et dépendances |              |
| Madagascar | Cimetière militaire de Joffreville  | Joffreville  | 12° 29′ 18″ S, 49° 12′ 25″ E | 51                           | Colonie de Madagascar et dépendances |              |
| Madagascar | Cimetière militaire de Sakaramy     | Sakaramy     | 12° 26′ 49″ S, 49° 16′ 16″ E | 25                           | Colonie de Madagascar et dépendances |              |
| Madagascar | Cimetière militaire d'Anjanahary    | Antananarivo | 18° 53′ 43″ S, 47° 32′ 24″ E | ~230                         | Colonie de Madagascar et dépendances |              |

### Mali
| Pays | Nom                                        | Commune    | Géolocalisation             | Nombre de personnes inhumées | Conflit                                                                         | Illustration |
| ---- | ------------------------------------------ | ---------- | --------------------------- | ---------------------------- | ------------------------------------------------------------------------------- | ------------ |
| Mali | Cimetière militaire français de Tombouctou | Tombouctou | 16° 46′ 03″ N, 3° 00′ 30″ O | 69                           | Première Guerre mondiale Deuxième Guerre mondiale Afrique-Occidentale française |              |
| Mali | Cimetière militaire français de Kidal      | Kidal      | 18° 26′ 19″ N, 1° 24′ 11″ E | 10                           | Première Guerre mondiale Deuxième Guerre mondiale Afrique-Occidentale française |              |

### Mauritanie
| Pays       | Nom                                 | Commune | Géolocalisation              | Nombre de personnes inhumées | Conflit                                                                         | Illustration |
| ---------- | ----------------------------------- | ------- | ---------------------------- | ---------------------------- | ------------------------------------------------------------------------------- | ------------ |
| Mauritanie | Cimetière militaire français d'Atar | Atar    | 20° 30′ 53″ N, 13° 03′ 23″ O | 252                          | Première Guerre mondiale Deuxième Guerre mondiale Afrique-Occidentale française |              |

### Sénégal
- Cimetière de Bel-Air: 1707 tombes
- Cimetière de Dakar: 2249 tombes
- Cimetière de Fatik: 3 tombes
- Cimetière de Koalack: 93 tombes
- Cimetière de Saint-Louis: 721 tombes
- Cimetière de Tambacounda: 111 tombes
- Cimetière de Thiès: 178 tombes
- Cimetière de Zinguinchor: 5 tombes

### Tchad
| Pays  | Nom                                    | Commune   | Géolocalisation              | Nombre de personnes inhumées | Conflit                                                                         | Illustration |
| ----- | -------------------------------------- | --------- | ---------------------------- | ---------------------------- | ------------------------------------------------------------------------------- | ------------ |
| Tchad | Cimetière militaire français de Farcha | N'Djamena | 12° 07′ 43″ N, 14° 59′ 50″ E | 126                          | Première Guerre mondiale Deuxième Guerre mondiale Afrique-Occidentale française |              |
| Tchad | Cimetière militaire français de Zouar  | Zouar     | 20° 27′ 32″ N, 16° 31′ 44″ E | 30                           | Première Guerre mondiale Deuxième Guerre mondiale Afrique-Occidentale française |              |

### Togo
| Pays | Nom                            | Commune  | Géolocalisation            | Nombre de personnes inhumées | Conflit                  | Illustration |
| ---- | ------------------------------ | -------- | -------------------------- | ---------------------------- | ------------------------ | ------------ |
| Togo | Cimetière militaire d'Atakpamé | Atakpamé | 7° 31′ 20″ N, 1° 08′ 05″ E | 15                           | Deuxième Guerre mondiale |              |
| Togo | Cimetière militaire de Wahala  | Wahala   | 7° 10′ 28″ N, 1° 10′ 02″ E | 17                           | Première Guerre mondiale |              |

## Asie

### Japon
- Cimetière militaire français de Shuhogahara à Kobé: 40 français du corps expéditionnaire de 1864
- Cimetière militaire Mont d'Hijiyama: 7 soldats du Corps Expéditionnaire en Chine

### Corée du Sud
- Cimetière militaire de Pusan: 44 soldats de la Guerre de Corée.

### Taiwan
| Pays   | Nom                                     | Commune | Géolocalisation               | Nombre de personnes inhumées | Conflit                | Illustration |
| ------ | --------------------------------------- | ------- | ----------------------------- | ---------------------------- | ---------------------- | ------------ |
| Taiwan | Cimetière militaire français de Keelung | Keelung | 25° 08′ 27″ N, 121° 45′ 27″ E | 700                          | Guerre franco-chinoise |              |

### Laos
| Pays | Nom                                       | Commune   | Géolocalisation               | Nombre de personnes inhumées | Conflit                                     | Illustration |
| ---- | ----------------------------------------- | --------- | ----------------------------- | ---------------------------- | ------------------------------------------- | ------------ |
| Laos | Cimetière militaire français de Vientiane | Vientiane | 17° 59′ 31″ N, 102° 32′ 56″ E | 619                          | Deuxième Guerre mondiale Guerre d'Indochine |              |

## Amériques

### États-Unis
| Pays       | Nom                                              | Commune      | Géolocalisation              | Nombre de personnes inhumées | Conflit                              | Illustration |
| ---------- | ------------------------------------------------ | ------------ | ---------------------------- | ---------------------------- | ------------------------------------ | ------------ |
| États-Unis | Cimetière militaire français de Yorktown         | Yorktown     | 37° 12′ 22″ N, 76° 31′ 39″ O | 50                           | Guerre d'indépendance des États-Unis |              |
| États-Unis | Tombe commune du Cypress Hills National Cemetery | Brooklyn     | 40° 41′ 17″ N, 73° 52′ 58″ O | 25                           | Première Guerre mondiale             |              |
| États-Unis | Tombe commune de Williamsburg                    | Williamsburg | 37° 16′ 05″ N, 76° 41′ 39″ O | nombre inconnu               | Guerre d'indépendance des États-Unis |              |
| États-Unis | Cimetière de la Guerre d'indépendance            | Williamsburg | 37° 16′ 29″ N, 76° 42′ 09″ O | nombre inconnu               | Guerre d'indépendance des États-Unis |              |

### Mexique
- Carré militaire du cimetière français de Puebla: ~3000 soldats français et mexicains